# 梁松
梁 松（りょう しょう、? - 61年?）は、後漢時代初期の政治家。字は伯孫。父は梁統。妻は光武帝の娘の舞陰長公主劉義王。弟は梁竦。子は梁扈。涼州安定郡烏氏県の人。

## 事績
| 姓名           | 梁松                                                             |
| 時代           | 後漢時代                                                         |
| 生没年         | 生年不詳 - 61年（永平4年）?                                      |
| 字・別号       | 伯孫（字）                                                       |
| 本貫・出身地等 | 涼州安定郡烏氏県                                                 |
| 職官           | 郎〔後漢〕→虎賁中郎将〔後漢〕 →太僕〔後漢〕                      |
| 爵位・号等     | 陵郷侯〔後漢〕                                                   |
| 陣営・所属等   | 光武帝→明帝                                                      |
| 家族・一族     | 父:梁統 義理の父:光武帝 妻:劉義王（舞陰長公主） 弟:梁竦 子：梁扈 |

若くして郎となり、舞陰長公主を娶ると、虎賁中郎将となった。梁松は経書に広く通じ、故事に明るく、儒家たちと明堂（天子が政教を行い、諸侯を朝見した殿堂）、辟雍（天子が建てた大学）、郊祀、封禅礼儀の手はずについて習得し、常に議論したため、光武帝からの寵愛は比肩する者がなかった。
建武25年（49年）、伏波将軍馬援が武陵五渓蛮の討伐に苦戦すると、光武帝は梁松を派遣して馬援を叱責させた（馬援は、その前に軍中で病没している）。ところが、梁松はかねてから馬援に恨みを抱いていたため、これを機に馬援について讒言する。光武帝は激怒して、馬援の新息侯の印綬を没収してしまった。
光武帝崩御に際して梁松は、明帝の政を輔佐するように、との遺詔を受けている。永平元年（58年）、太僕に遷った。しかし梁松は、しばしば郡県から私事を頼み込まれており、永平2年（59年）にそれが発覚して、免官となった。梁松はこれに怨恨を抱き、永平4年（61年）冬、匿名の書により誹謗を働いたとして、獄に下されて死んだ。